# OpenBTS
El OpenBTS (Open Base Transceiver Station) es un punto de acceso de GSM basado en software, que permite a los teléfonos móviles compatibles con el estándar GSM hacer llamadas telefónicas sin usar las redes de telecomunicaciones existentes. El OpenBTS es notable para ser la primera implementación de software libre del protocolo de stack del estándar industrial GSM.

## Infraestructura Open GSM
El OpenBTS reemplaza la infraestructura tradicional del Subsistema de Conmutación de Red del operador de GSM, desde la estación base del transmisor-receptor (BTS) hacia arriba. En vez de reenviar el tráfico de la llamada a través del Centro de Conmutación Móvil (MSC) del operador, las llamadas son terminadas en la misma caja reenviando los datos sobre la PBX Asterisk vía Session Initiation Protocol (SIP) y Voz sobre IP (VoIP).
La interface de aire de referencia (Um) utiliza una radio definida por software (SDR) encima de la tarjeta USB del Universal Software Radio Peripheral (USRP).

## Historia
El proyecto fue comenzado por Harvind Samra y David A. Burgess. Un objetivo del proyecto es reducir el costo de la prestación de servicio GSM en áreas de zonas rurales y del mundo en desarrollo por menos de $1 por mes por suscriptor. Los desarrolladores originales trabajando en el proyecto tienen acceso a licencias de espectro de pruebas, pero previamente han hecho frente a disputas legales (ahora resueltas) sobre el trabajo relacionado anterior - significando que algo del código GSM de bajo nivel se está reescribiendo.

## Pruebas de campo
Pruebas en vivo del OpenBTS han sido conducidas en los Estados Unidos, en Nevada y California del norte. Las licencias de radio temporales necesarias fueron aplicadas para el Kestrel Signal Processing (KSP) - la organización consultora original de los autores, y concedido por un corto período de tiempo.

### Festival del Hombre Ardiente
Durante el Festival del Hombre Ardiente (Burning Man festival) en agosto de 2008, se hizo una prueba de campo en vivo durante una semana bajo la licencia de autorización temporal especial (STA) WD9XKN. Aunque esta prueba no estuvo pensada para ser abierta a los asistentes del Festival del Hombre Ardiente en general, un número de individuos en la vecindad tuvieron éxito en hacer llamadas salientes reales después de que una instalación mal configurada del PBX Asterisk permitiera llamadas de prueba prefijadas a través de un código internacional.
La prueba de Festival del Hombre Ardiente conectó exitosamente cerca de 120 llamadas telefónicas con 95 números diferentes en códigos de área sobre Estados Unidos.
Una segunda prueba más grande se ejecutó usando un sistema de 3 sectores en el Festival del Hombre Ardiente de 2009 bajo la licencia WD9XSP de STA.

### Niue
Durante 2010, un sistema OpenBTS fue instalado permanentemente en la isla de Niue y se convirtió en la primera instalación en ser conectada e instalada por una empresa de telecomunicaciones. Niue es un país muy pequeño (en términos de población) con una población de cerca de 1.700, demasiado pequeña para atraer proveedores de telecomunicaciones móviles. La estructura de costo del OpenBTS se adaptó a Niue, que requería urgentemente un servicio de telefonía móvil pero no tenía el volumen de clientes potenciales para justificar el comprar y el soportar un sistema convencional de estación base de GSM.

### Proyectos relacionados
- AirProbe
- OpenBSC

### Información en los medios
- Phones at Burning Man: Can you hear me now? Archivado el 25 de octubre de 2012 en Wayback Machine.
- The trouble with OpenBTS
- Extending VoIP to the GSM Air Interface - eComm 2009 talk by David Burgess

- Datos: Q1580729